# Аква ди Сопра (Ђенова)
Аква ди Сопра (итал. Acqua di Sopra) је насеље у Италији у округу Ђенова, региону Лигурија.
Према процени из 2011. у насељу је живело 13 становника. Насеље се налази на надморској висини од 160 м.